# Тернівка (Кальміуський район)
Терні́вка (Фрідріхсфельд, Кляттен-Хутір) — село в Україні, у Бойківській громаді Кальміуського району Донецької області. Населення становить 65 осіб.

## Загальні відомості
Відстань до райцентру становить близько 12 км і проходить автошляхом місцевого значення.
Перебуває на території, яка тимчасово окупована російськими терористичними військами.

## Історія
Лютеранське село, засноване 1865 року під назвою Фрідріхсфельд. Лютеранські приходи Ґрунау, Розенфельд. Молільний дім. Землі 1319 десятин (1915; 17 подвір'їв). Початкова школа.
7 (20) листопада 1917 року, відповідно до Третього Універсалу Української Центральної Ради, увійшло до складу Української Народної Республіки.  
З кінця 1934 року село входило до складу новоутвореного Остгеймського району, який 1935 року перейменували у Тельманівський на честь лідера німецьких комуністів Ернста Тельмана. У 2016 році в рамках декомунізації в Україні адміністративна одиниця, до якої належало село, перейменована рішенням Верховної Ради України у Бойківський район. 2020 року у процесі адміністративно-територіальної реформи Бойківський район увійшов до складу Кальміуського району.

## Населення
| Рік  | Кількість мешканців |
| ---- | ------------------- |
| 1873 | 54                  |
| 1904 | 95                  |
| 1915 | 92                  |
| 1918 | 110                 |
| 2001 | 65                  |

За даними перепису 2001 року населення села становило 65 осіб, із них 90,77% зазначили рідною мову українську та 9,23% — російську.